# Stazione di San Pietro Vernotico
La stazione di San Pietro Vernotico è posta lungo la linea Bari-Lecce della direttrice Adriatica, a servizio del comune omonimo.
È gestita da RFI.